# Frederick Broome
Frederick Napier Broome KCMG (Canada, 18 november 1842 - Londen, 26 november 1896) was een koloniaal ambtenaar in het Britse Rijk. Hij diende in Natal, Mauritius, West-Australië en Trinidad en Tobago. De West-Australische plaatsen Broome en Broomehill werden naar hem vernoemd.

## Vroege jaren
Broome werd in Canada geboren op 18 november 1842, als oudste zoon uit het huwelijk van Frederick Broome en Catherine Eleanor Napier. Zijn vader was dominee en rector van Kenley in Shropshire. Zijn moeder was de dochter van luitenant-kolonel Napier, hoofd van het departement Indiaanse Zaken in Canada. Broome liep school aan de Whitchurch High School in Shropshire. Hij bezocht Engeland in 1865 en huwde er Mary Anne Barker op 21 juni. Barker was elf jaar ouder en had reeds twee zonen uit een eerste huwelijk. Het koppel verhuisde naar Nieuw-Zeeland waar Broome een schapenstation bezat in Malvern Hills in de regio Canterbury. In 1868 zorgde sneeuwstormen en een zware overstroming voor het einde van het schapenstation.

## Carrière

### Journalist en dichter
Broome en zijn vrouw keerden terug naar Londen in 1869 en begonnen beiden een schrijverscarrière. Broome leverde de daaropvolgende zes jaren regelmatig bijdragen aan de The Times. Hij was speciaal correspondent voor de krant op het huwelijk van de Duke of Edinburgh in Sint-Petersburg. Hij schreef ook literatuurbeschouwingen en kunstkritiek. Broome bracht twee dichtbundels uit : Poems from New Zealand (1868) en The Stranger of Seriphos (1869). Hij leverde ook gedichten voor Cornhill Magazine, Macmillan's Magazine en voor andere periodieken.

### Ambtenaar
In 1870 werd hij benoemd tot secretaris van het St. Paul's Cathedral Completion Fund. Hij werd secretaris van de Royal Commission on Unseaworthy Ships in 1873. Hij bezat ook een tijd een post in het leger, in de Essex Yeomanry. Zijn vrouw schonk hem twee zonen, Guy in 1870 en Louis in 1874. In 1875 werd hij door de Earl of Carnarvon gekozen voor een speciale missie met Lord Garnet Wolseley naar de kolonie Natal. Broome werd er koloniaal secretaris. In 1877 werd hij als lid opgenomen in de Orde van Sint-Michaël en Sint-George. In 1878 werd hij koloniaal secretaris in Mauritius en verving de gouverneur regelmatig. In 1880 werd Broome gepromoveerd tot luitenant-gouverneur van Mauritius. Van 9 december 1880 tot 5 mei 1883 was hij de veertiende gouverneur van Mauritius.
Toen Broome tijding kreeg over de slag bij Isandlwana stuurde hij het hele garnizoen van de kolonie, waaronder een halve batterij artillerie, naar Lord Chelmsford. Daardoor werd een ramp vermeden. Hij werd daarvoor bedankt door Henry Bartle Frere, de gouverneur van de Kaapkolonie en Henry Bulwer, de luitenant-gouverneur van Natal.

### Gouverneur van West-Australië
Op 14 december 1882 werd Broome benoemd tot gouverneur van West-Australië. Hij trad aan in juni 1883. De kolonie kwam uit een periode van stagnatie veroorzaakt door het sluiten van het gevangenendepot. Goldrushes deden de bevolking en economie groeien. Er waren publieke investeringen nodig, vooral spoorwegen, en Broome reisde in november 1884 naar Engeland om dat te regelen. Hij doneerde een kleine maar belangrijke verzameling aboriginesvoorwerpen aan het British Museum. Het succes van zijn missie en zijn benoeming tot ridder-commandeur in de Orde van Sint-Michaël en Sint-George verhoogden zijn aanzien in de kolonie, nadat hij in juni 1885 uit Engeland terugkeerde. Het veranderende karakter van de kolonie en de afhankelijkheid van Engeland en de Engelse wetgeving maakten het Broome niet makkelijk. Een andere politieke organisatie werd noodzakelijk. De gouverneur had weliswaar uitvoerende macht maar de Legislative Council was machteloos.
Broome stelde in 1884 aan het 'Colonial Office' voor om een parlementaire democratie te ontwikkelen. Hij was ervan overtuigd dat de bevolking van West-Australië voldoende aangroeide om zichzelf te organiseren en de kosten daarvoor bijeen te brengen. De ontdekking van de Kimberley-, Yilgarn- en Pilbaragoudvelden in 1885-88 bevestigden zijn visie. In juli 1887 vroeg de Legislative Council aan Broome om in het systeem van "Responsible Government" te stappen. Broome was de idee genegen onder voorwaarde dat de aboriginesbevolking beschermd werd en de Britse overheid de mogelijkheid had een aparte kolonie te stichten in het noorden van West-Australië. Hij stelde een tweekamerig systeem voor met een hoger- en lagerhuis.
Het ontwerp voor een grondwet werd naar Londen opgestuurd en in december 1888 werden algemene verkiezingen uitgeschreven zodat de bevolking zich kon uitspreken over de grondwet. De nieuw gekozen Legislative Council keurde de grondwet goed en zond gouverneur Broome, Stephen Parker en Thomas Cockburn-Campbell naar Engeland om er de goedkeuring van de grondwet door het imperiaal parlement te bespoedigen. Er was nogal wat tegenkanting maar op 15 augustus 1890 werd een licht gewijzigde versie dan toch goedgekeurd. In december 1889 werd Broome niet meer opnieuw tot gouverneur benoemd. De samenwerking met raadgevers en hogere ambtenaren als landmeter-generaal John Forrest, procureur-generaal Alfred Hensman en opperrechter Alexander Onslow was problematisch. Broome werd opgevolgd door William C. F. Robinson.
In september 1890 werd Broome benoemd tot waarnemend gouverneur van Barbados in Brits-West-Indië en in juni 1891 tot gouverneur van Trinidad.
Op 26 november 1896 stierf hij op vierenvijftigjarige leeftijd. Broome werd begraven op Highgate Cemetery.
- Australian Dictionary of Biography: broome-sir-frederick-napier-3068
- Nationale bibliotheek van Australië: 35793292
- Museum of New Zealand Te Papa Tongarewa: 67016
- Trove: 568364
- Virtual International Authority File: 93407533